# Barbara Kleiner
Barbara Kleiner, née le 17 février 1952 à Linz en Autriche, est une traductrice littéraire de langue allemande.

## Biographie
Barbara Kleiner étudie la littérature comparée, les études romanes et germaniques et obtient son doctorat en philosophie à l'Université d'Innsbruck en 1979 avec une thèse sur les traductions de Proust par Walter Benjamin. Elle a ensuite enseigné l'allemand comme langue étrangère à l'Université de Milan (1980-1988) et à l'Université de l'Oregon (1988-1989). De 1990 à 1993, elle est chercheuse à l'Institut d'études romanes de l'Université de la Sarre. Elle vit à Munich comme traductrice indépendante depuis 1993.
Barbara Kleiner traduit des textes littéraires de l'italien (notamment de Primo Levi, Italo Svevo et Ippolito Nievo) en allemand. Elle est membre de l'Association des traducteurs germanophones d'œuvres littéraires et scientifiques, VdÜ.

## Distinctions
- En 2007, elle reçoit le prix de la traduction de Straelen de la Kunststiftung NRW pour sa traduction de l'ouvrage Confessions d'un Italien d'Ippolito Nievo[2].
- En 2011, elle reçoit le Prix de la traduction allemand-italien pour la traduction du roman Un ange de bonté du même auteur.
- En 2021, Barbara Kleiner reçoit le Prix Johann-Heinrich-Voß pour la traduction[3],[4].

## Œuvres
- Sprache und Entfremdung. Die Proust-Übersetzungen Walter Benjamins innerhalb seiner Sprach und Übersetzungstheorie. Bouvier Verlag Herbert Grundmann, Bonn, 1980

### Traductions
- Edmondo De Amicis : Liebe und Gymnastik, Manesse, Munich 2013
- Bruna Bianchi : Das Bett ein Schlachtfeld, Belleville, Munich 2009
- Massimo Bontempelli : Das geschäftige Leben, Steidl, Göttingen 1991 (avec Lieselotte Kittenberger)
- Massimo Bontempelli : Das intensive Leben, Steidl, Göttingen 1992
- Rony Brauman : Hilfe als Spektakel, Hambourg 1995
- Italo Calvino : Ich bedaure, daß wir uns nicht kennen, Hanser, Munich 2007
- Italo Calvino : Warum Klassiker lesen?, Munich (avec Susanne Schoop), Hanser, Munich 2003
- Massimo Carlotto : Die Schöne und der Alligator, Lichtenberg, Munich 1999
- Massimo Carlotto : Die Wahrheit des Alligators, Lichtenberg, Munich 1998
- Pietro Citati : Das Licht der Nacht, Claassen, Munich 1999
- Paolo Cottini : Der Park der Mylius-Vigoni in Loveno di Menaggio, Varese 1991
- Silvana De Mari : Der letzte Elf, cbj, Munich 2008
- Silvana De Mari : Der letzte Ork, cbj, Munich 2009
- Silvana De Mari : Der letzte Zauber, cbj, Munich 2010
- Silvana De Mari : Die Rückkehr der Elfen, cbj, Munich 2010
- Ernesto De Martino :  Katholizismus, Magie, Aufklärung, Trikont, Munich 1982
- Umberto Eco, Jean-Claude Carrière, Die große Zukunft des Buches, Hanser, Munich 2010
- Umberto Eco : Die unendliche Liste, Hanser, Munich 2009
- Edgardo Franzosini : Der Papieresser, Beck & Glückler, Fribourg 1990
- Paolo Giordano : Der menschliche Körper. Rowohlt, Reinbek 2013
- Paolo Giordano, Den Himmel stürmen, Rowohlt, Hambourg 2019
- Furio Jesi : Die letzte Nacht, Beck & Glückler, Fribourg 1991 (nouvelle édition Edition Atelier, Vienne 2015)
- Ursula K. Le Guin : Das Vermächtnis von Erdsee, Munich 2004
- Primo Levi : Anderer Leute Berufe, Hanser, Munich 2004
- Primo Levi : Der Freund des Menschen, (avec Heinz Riedt ), Hanser, Munich 1989
- Primo Levi : Der Ringschlüssel, Hanser, Munich 1992
- Primo Levi : Wann, wenn nicht jetzt?, Hanser, Munich 1986
- Davide Longo : Der aufrechte Mann, Rowohlt, Reinbek 2012
- Davide Longo : Der Fall Bramard, Rowohlt, Reinbek 2015
- Andrea Molesini : Zu lieben und zu sterben, (avec Petra Kaiser) Piper, Munich 2012
- Jean-Bernard Naudin : Zu Gast bei Renoir, (avec Wolfgang Glaser), Heyne, Munich 1994
- Ippolito Nievo : Bekenntnisse eines Italieners . 2 tomes. Manesse, Zurich 2005 [5]
- Ippolito Nievo: Ein Engel an Güte, Manesse, Zurich 2010
- Anna Maria Ortese : Stazione Centrale und andere Mailänder Geschichten (avec Viktoria von Schirach), Hanser, Munich 1993
- Antonio Pennacchi : Canale Mussolini, Hanser, Munich 2012
- Alessandro Piperno, Wo die Geschichte endet, Piper, Munich 2019
- Francesca Rigotti : Philosophie in der Küche, Piper, Munich 2002
- Rossana Rossanda : Vergebliche Reise oder Politik als education sentimentale, EVA, Francfort/M. 1982
- Edoardo Sanguineti : Postkarten, Lyrik Kabinett, Munich 2000
- Italo Svevo : Der alte Herr und das schöne Mädchen, Wagenbach, Berlin 1998
- Italo Svevo : Ein Leben, Manesse, Zurich 2007
- Italo Svevo : Senilità, Manesse, Zurich 2002
- Italo Svevo : Zenos Gewissen, Zweitausendeins, Francfort/M. 2000 (nouvelle édition Manesse, Zurich 2011)
- Tiziano Terzani : Gute Nacht, Herr Lenin, Hambourg 1993
- Tiziano Terzani, Spiel mit dem Schicksal, DVA, Munich 2015
- Elio Vittorini : Die rote Nelke, Bruckner & Thünker, Cologne 1995
- Elio Vittorini, Die Garibaldina, Bruckner & Thünker, Cologne 1997
- Paolo Volponi : Der Speerwerfer, Piper, Munich 1988